# 金寶湯罐頭II
金寶湯罐頭II是美國藝術家安迪·華荷1969年的作品，是其金寶湯罐頭系列之一。他以網版印刷了250份印本，第17份現收藏於芝加哥當代藝術博物館。

## 內容
此作品描繪了十個罐頭：
- 蕃茄牛肉麪 O'（Tomato Beef Noodle O'）
- 雞肉餛飩（Chicken 'n Dumplings）
- 素雜菜（Vegetarian Vegetable）
- 周打蜆（Clam Chowder）
- 傳統雜菜牛肉（Old fashioned vegetable made with beef stock）
- 蘇格蘭羊肉湯（Scotch Broth）
- 車打芝士（Cheddar Cheese）
- 蚵仔湯（Oyster Stew）
- 黃金蘑菇（Golden Mushroom）
- 熱狗豆（Hot Dog Bean）